# Shimadzu All Japan Indoor Tennis Championships 2009
Il Shimadzu All Japan Indoor Tennis Championships 2009 è stato un torneo professionistico di tennis maschile giocato sul sintetico indoor, che faceva parte dell'ATP Challenger Tour 2009. Si è giocato a Kyoto in Giappone dal 9 al 15 marzo 2009.

## Partecipanti

### Teste di serie
| Nazionalità   | Giocatore          | Ranking* | Testa di serie |
| ------------- | ------------------ | -------- | -------------- |
| Giappone      | Gō Soeda           | 106      | 1              |
| Corea del Sud | Lee Hyung-taik     | 113      | 2              |
| Australia     | Chris Guccione     | 127      | 3              |
| India         | Prakash Amritraj   | 193      | 4              |
| Germania      | Dieter Kindlmann   | 210      | 5              |
| Germania      | Matthias Bachinger | 220      | 6              |
| Australia     | Colin Ebelthite    | 229      | 7              |
| Austria       | Martin Slanar      | 245      | 8              |

- Ranking al 2 marzo 2010.

### Altri partecipanti
Giocatori che hanno ricevuto una wild card:
- Ričardas Berankis
- Hiroki Moriya
- Gouichi Motomura
- Takao Suzuki

Giocatori passati dalle qualificazioni:
- Baptiste Dupuy
- Eric Nunez
- Tim Smyczek
- Toshihide Matsui

## Campioni

### Singolare
Serhij Bubka ha battuto in finale  Takao Suzuki con il punteggio di 7–6(6), 6–4

### Doppio
Aisam-ul-Haq Qureshi /  Martin Slanar hanno battuto in finale  Michael Kohlmann /  Philipp Marx con il punteggio di 6(7)–7, 7–6(3), [10–6]